# Могилевський Олександр Павлович
Олександр Павлович Могиле́вський (нар. 13 грудня 1885, Маріуполь — пом. 1980, Москва) — радянський художник; член Спілки художників СРСР з 1932 року.

## Біографія
Народився 1 [13] грудня 1885 року в місті Маріуполі (нині Донецька область, Україна) в небагатій єврейській сім'ї. Закінчив Маріупольські гімназію. Упродовж 1908—1913 років навчався у Шимона Голлоші в Мюнхені.
З 1917 року жив у Москві. Наприкінці 1920-х — на початку 1930-х років був головним художником, членом Ради дитячої художньої творчості Державного видавництва. У 1926—1929 роках був у правлінні Товариства графіків при Будинку друку.
Помер в 1980 році в Москві. Похований в закритому колумбарії Ваганьковського кладовища.

## Творчість
Працював переважно у галузі книжкової і станкової графіки в основному у техніці акварелі. Проілюстрував деякі твори:
- Олександра Пушкіна: «Руслан і Людмила», «Бахчисарайський фонтан», «Казка про золотого півника», «Казка про рибака та рибку», «Казка про царя Салтана»;
- Мирхайла Лермонтова «Ашик-Керіб»;
- Ганса Крістіана Андерсена: «Соловей», «Снігова королева», «Дикі лебеді»;

Також ілюстрував твори Миколи Гоголя, Антона Чехова, Максима Горького. Серед кращих книг, оформлених художником:
- «Пригоди Травки» Сергія Розанова (Москва, 1928; 12 перевидань);
- «Жан-Христоф» Ромена Роллана (Москва; Ленінград, 1930; 1937).

Створив серії автолітографій та акварелей Азовського узбережжя: «Маріуполь. Примор'я» (1930–1940-ві), «Маріуполь курортний» (1935),  екслібриси. 
Брав участь у міських, республіканських, всесоюзних, зарубіжних мистецьких виставках з 1910 року. Персональні виставки відбулися у Фрунзе у 1942 році, Москві у 1943, 1948, 1964, 1987 роках, Маріуполі у 2015 році.
Деякі акварелі, літографії, малюнки, начерки зберігаються в Маріупольському краєзнавчому музеї.